# Gordon Canning
Robert Cecil Gordon-Canning (24 de junio de 1888 - 4 de enero de 1967) fue un militar, hombre de negocios, político y espía británico. 
Apoyó las causas de los nacionalistas árabes del Rif y Palestina y fue miembro del British Union of Fascists, siendo retenido por colaborador nazi en Reino Unido durante la II Guerra Mundial.

## Biografía
Miembro de la élite inglesa de principios de siglo, cursó sus estudios en Eton. Desarrolló una carrera como militar, encuadrado en la caballería del Ejército británico y adquiriendo el grado de capitán en 1914. En 1917 obtuvo la Cruz Militar por sus acciones durante la Primera Guerra Mundial y pasó a la reserva en 1919.
Se le conocía por apoyar ardientemente la causa árabe en Palestina y por ser muy crítico con la política británica en esta materia.

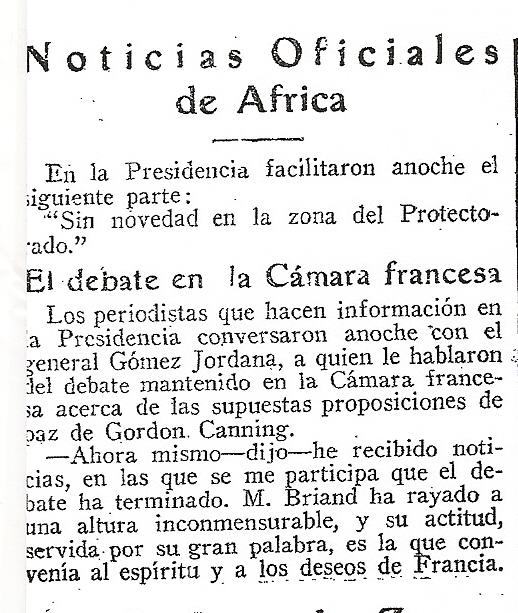
Respuesta de Brian a Gordon Canning.

Tras la guerra, comenzó una actividad política para defender las causas nacionalistas árabes en contra de sus potencias administradoras, en favor de los intereses de terceros nunca bien aclarados. A mediados de los años 20, Canning viajó al protectorado francés de Marruecos para mediar entre los franceses y los líderes rifeños durante la guerra del Rif. Dentro de las gestiones realizadas, en 1924 planteó una solicitud al Ministerio de Guerra del Reino Unido para establecer un hospital de la Cruz Roja en el Rif. Además, para promover la causa de Abdelkrim dirigiría el lobby Riff Comitee, el cual contó entre sus miembros con Arthur Field, Cunningham o Graham. En 1925 España y Francia ya habían acordado la intervención militar conjunta en lo que fue el Desembarco de Alhucemas (8 de septiembre de 1925), que supuso la victoria final de estos países sobre los rebeldes del Rif. Sin embargo, Cunning seguía seguía negociando en nombre de Abdelkrim los términos de la paz en el Rif, sin que fuera recibido por ningún representante de Francia o España. Es más, en junio de 1925 llegó a solicitar al Ministerio de Asuntos Exteriores de Reino Unido, la celebración de una conferencia internacional para crear un nuevo país que, además de Jebala y Rif, incluyera la Zona Internacional de Tánger. Durante esta guerra fue acusado por el Reino Unido de tráfico de armas junto al mercenario inglés capitán Gardiner, y fue objeto de vigilancia por parte del Ministerio de Asuntos Exteriores. Ante el fracaso de sus negociaciones se trasladó a Tánger, que abandonó cuando se hizo patente la victoria franco-española en la guerra del Rif.
En noviembre de 1929 visitó el mandato británico de Palestina y comenzó su actividad política en favor de los nacionalistas palestinos de Amin al-Husayni, que pretendían además cambios de carácter antisemita en los acuerdos de 1922, incluido el cese de la inmigración judía. Debido a sus entrevistas en Londres junto a Margaret Milne Farquharson con el grupo de presión Palestine Arab Congress fue puesto bajo vigilancia de la policía de Inglaterra. 
En 1934, Canning se une al partido British Union of Fascists. Se convirtió en persona de confianza de su líder Oswald Mosley, ejerciendo de padrino en su boda. Además de entrar en contacto con importantes oficiales nazis, escribió en las publicaciones de la BUF Action, Arab or Jew, The Spirit of Fascism. También fue miembro de la Anglo-Germán Society, organización de carácter pro-nazi que velaba por el establecimiento de fuertes vínculos entre los pueblos alemán e inglés. En 1938 Canning se aleja de Mosley para formar parte del lobby British Council for Christian Settlement en favor del apaciguamiento. 
Durante la II Guerra Mundial fue detenido en 1940 por su actividad de informador para organismos de la Alemania nazi. Su retención duró hasta 1943 por la defensa de regulación 18 británica.

## Vida personal
Bisnieto del poeta Lord Byron, fue asimismo padrino de la boda de Oswald Mosley y Diana Mitford en Alemania. En 1939 contrajo matrimonio con la actriz australiana Mary Maguire, de la que se divorció en 1944. Se casó nuevamente en 1952.